# Pachyramphus
Pachyramphus – rodzaj ptaków z podrodziny bekardów (Tityrinae) w rodzinie bekardowatych (Tityridae).

## Zasięg występowania
Rodzaj obejmuje gatunki występujące w Ameryce Północnej i Południowej.

## Morfologia
Długość ciała 12–18,5 cm; masa ciała 14–41,5 g.

## Systematyka

### Etymologia
- Pachyrhynchus: gr. παχυς pakhus „gruby, tęgi”; ῥυγχος rhunkhos „dziób”[13]. Gatunek typowy: Pachyrhynchus niger von Spix, 1825 (= Platyrhynchos polychopterus Vieillot, 1818); młodszy homonim Pachyrhynchus Wagler, 1822 (Tityridae).
- Pachyramphus: gr. παχυς pakhus „gruby”; ῥαμφος rhamphos „dziób”[14].
- Bathmidurus: gr. βαθμις bathmis, βαθμιδος bathmidos „stopień, próg”, od βαθμος bathmos „stopień, próg”, od βαινω bainō „chodzić”; ουρα oura „ogon”[15]. Gatunek typowy: Lanius atricapillus J.F. Gmelin, 1788 (= Todus marginatus M.H.C. Lichtenstein, 1823).
- Chloropsaris: gr. χλωρος khlōros „zielony”; rodzaj Psaris Cuvier, 1817 (bekarda)[16]. Gatunek typowy: Tityra viridis Vieillot, 1816.
- Callopsaris: gr. καλλος kallos „piękno”, od καλος kalos „piękny”; rodzaj Psaris Cuvier, 1817 (bekarda)[17]. Gatunek typowy: Vireo versicolor Hartlaub, 1843.
- Platypsaris: łac. platys „szeroki, rozległy”, od gr. πλατυς platus „szeroki”; rodzaj Psaris G. Cuvier, 1817 (bekarda)[18]. Gatunek typowy: Pachyramphus  latirostris Bonaparte, 1854[a].
- Hadrostomus: gr. ἁδρος hadros „gruby, tęgi”; στομα stoma, στοματος stomatos „usta”[19]. Nowa nazwa dla Platypsaris P.L. Sclater, 1857 ze względu na puryzm.
- Berlepschia: Hans Hermann Carl Ludwig Graf von Berlepsch (1850–1915), niemiecki ornitolog, kolekcjoner specjalizujący się w neotropikalnej awifaunie[20]. Gatunek typowy: Berlepschia chrysoblephara W. Bertoni, 1901 (= Tityra viridis Vieillot, 1816); młodszy homonim Berlepschia Ridgway, 1887 (Furnariidae).
- Climacocercus: gr. κλιμαξ klimax, κλιμακος klimakos „drabina”; κερκος kerkos „ogon”[21]. Gatunek typowy: Thamnophilus cyanocephalus Vieillot, 1816 (= Platyrhynchos polychopterus Vieillot, 1818); młodszy homonim Climacocercus Cabanis, 1844 (Falconidae).

### Podział systematyczny
Do rodzaju należą następujące gatunki:
- Pachyramphus versicolor (Hartlaub, 1843) – bekardzik falisty
- Pachyramphus xanthogenys Salvadori & Festa, 1898 – bekardzik żółtolicy
- Pachyramphus viridis (Vieillot, 1816) – bekardzik zielony
- Pachyramphus spodiurus P.L. Sclater, 1860 – bekardzik okopcony
- Pachyramphus rufus (Boddaert, 1783) – bekardzik białoczelny
- Pachyramphus validus (M.H.C. Lichtenstein, 1823) – bekardzik czubaty
- Pachyramphus minor (Lesson, 1831) – bekardzik różowogardły
- Pachyramphus niger (J.F. Gmelin, 1788) – bekardzik czarny
- Pachyramphus aglaiae (Lafresnaye, 1839) – bekardzik purpurowogardły
- Pachyramphus homochrous P.L. Sclater, 1859 – bekardzik jednobarwny
- Pachyramphus surinamus (Linnaeus, 1766) – bekardzik białobrzuchy
- Pachyramphus cinnamomeus Lawrence, 1861 – bekardzik cynamonowy
- Pachyramphus castaneus (Jardine & Selby, 1827) – bekardzik rdzawy
- Pachyramphus marginatus (M.H.C. Lichtenstein, 1823) – bekardzik czarnołbisty
- Pachyramphus major (Cabanis, 1847) – bekardzik szaroszyi
- Pachyramphus albogriseus P.L. Sclater, 1857 – bekardzik szary
- Pachyramphus salvini Richmond, 1899 – bekardzik czapeczkowy
- Pachyramphus polychopterus (Vieillot, 1818) – bekardzik białopręgi